# Rhena Schweitzer‑Miller
Rhena Schweitzer-Miller (Strasbourg, 1919. január 14. – Los Angeles, 2009. február 22.) amerikai humanitárius aktivista, kórházigazgató, Albert Schweitzer lánya.

## Működése Lambarénében
Ápolói végzettséget szerzett. 1960-ban Gabonba települt, és az édesapja által Lambarénében alapított kórházban dolgozott. Schweitzer halála után ő irányította a kórház adminisztratív ügyeit egészen 1970-ig. Ott ismerkedett meg második férjével, David C. Miller amerikai orvossal,
aki a kórházban gyógyított. Rhena Schweitzer dokumentumfilmet készített a kórház munkájáról, amelynek megtekintése  ma is ajánlott Németországban a vallási oktatásban.

## Humanitárius tevékenysége
A Miller házaspár számos országban végzett humanitárius tevékenységet. Indiában, Vietnámban, Bangladesben, Nigériában, Jemenben és Egyiptomban egészségügyi projektekben vettek részt. Rhena Schweitzer a hatvanas évek végén, a nigériai polgárháború idején, biafrai ibo etnikumú gyermekeket fogadott be a kórházba, és amikor a kórház megtelt, húsz gyermek talált menedéket saját házában. Erről a The New York Times is beszámolt 1968-ban. 1984-ben Dr. Harold Robles-szal megalapította az Albert Schweitzer Institute for the Humanities intézetet, melynek központját később áthelyezték  a Quinnipiac Egyetemre (Quinnipiac University Hamden, Connecticut). 1990-ben létrehozták az Élet tisztelete díjat, mellyel Albert Schweitzer etikájának szellemében végzett humanitárius tevékenységet tüntetik ki. Az édesapja nevét viselő szervezetek nagyköveteként tevékenykedett élete végéig. 2001-ben látogatást tett Kamerunban a Fobang Alapítványnál.